# Герб Брюшкова
Герб Брюшкова — офіційний символ села Брюшків, Рівненського району Рівненської області, затверджений 28 листопада 2024 р. рішенням сесії Костопільської міської ради. 
Автор — А. Гречило та Ю. Терлецький.

## Опис герба
У золотому полі синій стовп, праворуч від нього — чорний молот, руків’ям донизу, ліворуч — чорні кліщі, руків’ями догори.

## Значення символів
Синій геральдичний стовп символізує річку Зульню, яка протікає з півдня на північ територією села. Ковальський молоток та кліщі вказують на давні промисли з випалювання болотної руди та металообробку, якими займалися місцеві мешканці, а також нагадує про сусіднє село Рудня, яке зараз не існує. Золото означає сільське господарство. 
Щит увінчано золотою сільською короною з колосків, що вказує на статус села.